# Hautefort
Hautefort település Franciaországban, Dordogne megyében. Lakosainak száma 814 fő (2022. január 1.). Hautefort Boisseuilh, Nailhac, Temple-Laguyon, Badefols-d’Ans, Cherveix-Cubas, Granges-d’Ans, Tourtoirac és Sainte-Orse községekkel határos.

## Népesség
A település népességének változása:
| Lakosok száma | 1022 | 1035 | 1048 | 1120 | 1038 | 962  | 928  | 859  | 823  | 814  |
|               | 1968 | 1982 | 1990 | 2006 | 2013 | 2015 | 2017 | 2019 | 2020 | 2022 |